# Malaincourt
Malaincourt é uma comuna francesa na região administrativa de Grande Leste, no departamento de Vosges. Estende-se por uma área de 6,05 km². Em 2010 a comuna tinha 85 habitantes (densidade: 14 hab./km²).